# Rijád
Rijád (arabsky الرياض‎) je hlavní město Saúdské Arábie, sídlo krále a vlády. Žije zde přibližně 7,01 milionu obyvatel.

## Poloha
Nachází se v centrální části Arabského poloostrova, v regionu Nadžd. Rozprostírá se na ploše 1300 km², rozloha celé aglomerace činí 1815 km².

## Historie
Rijád byl ještě v před islámských časech nazývaný Haždar, byl založen na soutoku několika řek (dnes wádí) jako malá osada, tam kde byla dostupná podzemní voda. Hlavním městem prvního Saúdského státu se stal poté, co Turci v roce 1818 dobyli a vyplenili původní hlavní město Diríja. Na začátku 19. století zde sídlili Wahhábité, v roce 1902 ho dobyl Ibn Saúd. První král dnešní Saúdské Arábie, Abd al-Azíz ibn Saúd si jej v roce 1932 vybral za hlavní město nového království, v roce 1950 tu byly strženy hradby, což usnadnilo budoucí rozvoj. Od roku 1982 zde sídlí veškerá administrativa (do té doby byla v Džiddě), zároveň také zažívá prudký růst. Byly vybudované nové bulváry a mrakodrapy.

## Charakter města
Rijád je moderní velkoměsto, hlavní politické a ekonomické centrum státu. Byly zde vystavěny mrakodrapy, např. Kingdom Centre nebo Burj Rafal. Do roku 2030 by zde měl vyrůst jeden z nejmohutnějších mrakodrapů na světě Mukaab, který má tvar krychle o hraně 400 metrů.
Přestože Rijád leží uprostřed pouště, vody je zde dostatek - je sem přiváděna dlouhým potrubím z Perského zálivu, kde se odsoluje. Administrativně se Rijád dělí do 17 městských obvodů.

## Obyvatelstvo
Počet obyvatel Rijádu se od 19. století velmi rychle zvyšuje. V roce 1862 zde sídlilo pouze 7,5 tisíce obyvatel, v roce 1935 to bylo 30 tisíc, v roce 1972 půl miliónu a v roce 2016 již 8 milionů obyvatel.

## Doprava
Mezinárodní letiště Krále Chálida leží přibližně pětadvacet kilometrů severně od centra. Do jeho otevření v roce 1983 sloužila jako mezinárodní civilní letiště dnešní vojenská letecká základna Rijád Saúdského královského letectva.

## Sport
V Rijádu hrají tři prvoligové fotbalové kluby Al Hilal FC, Al Nassr FC a Al Shabab FC.